# Медведев, Владимир Илларионович
Владимир Илларионович Медведев — советский хозяйственный, государственный и политический деятель.

## Биография
Родился в 1918 году в Кузнецке. Член КПСС.
С 1932 года — на хозяйственной, общественной и политической работе. В 1932—1980 гг. — токарь, мастер Кузнецкого механического завода, участник Великой Отечественной войны в составе гарнизона береговой базы 6 ОДТКА ТОФ, мастер, начальник смены на Кузнецком механическом заводе, главный инженер, директор ордена Трудового Красного Знамени Кузнецкого завода приборов и ферритов имени 50-летия СССР.
За разработку методов и создание технических средств комплексно-механизированного и автоматизированного технологического процесса для массового производства устройств памяти ЭВМ был в составе коллектива удостоен Государственной премии СССР в области науки и техники 1973 года.